# Ernst & Young Klassement
Het Ernst & Young Klassement, kortweg EYK, is een roeicompetitie voor eerstejaars wedstrijd achten (Ej8+) en is opgesplitst in de velden Zwaar, Licht en Dames. En staat open voor ploegen van één vereniging of combinaties. De deelnemende ploegen kunnen punten verdienen tijdens nationale roeiwedstrijden met een open inschrijving. Echter, de punten worden alleen verdeeld over de eerste acht ploegen.
Op de slotwedstrijden van 2007 werd door 'De Acht' van Okeanos het all-time eerstejaars record gevestigd: 5.46.18. Dit gebeurde tijdens de voorwedstrijd in het EYK.
Na roeiseizoen 2007-2008 stopte Ernst & Young als sponsor van het Eerstejaarsklassement. In roeiseizoen 2008-2009 ging het klassement verder als Interstroom Klassement voor Eerstejaarsachten
Deelnemers aan deze competitie kom je tegen op de volgende wedstrijden:
- Winterwedstrijden
- Heineken Vierkamp
- Head of the River Amstel
- Varsity
- Randstad Regatta
- Roeiwedstrijden van de ZRB
- Nationale Roeiwedstrijden ARB
- Hollandia Roeiwedstrijden
- Martini Regatta
- NSRF Slotwedstrijden